# Palia
Palia ist ein Dorf in der pakistanischen Provinz Punjab. Es liegt auf einer Höhe von 1056 Metern.